# Henschelberg
Der Henschelberg ist ein am 1. Dezember 1990 vom Regierungspräsidium Karlsruhe durch Verordnung ausgewiesenes Natur- und Landschaftsschutzgebiet auf dem Gebiet der Stadt Mosbach im Neckar-Odenwald-Kreis.

## Lage
Das knapp 46 Hektar große Naturschutzgebiet Henschelberg besteht aus drei Teilgebieten. Das größte Teilgebiet umfasst den Ost-, Süd- und Südwesthang des Henschelbergs und des Zwerrenbergs, die beiden kleineren Teilgebiete Haftel und Muckensturm liegen in Seitentälern des Nüstenbachtals. Die Teilgebiete sind durch das gleichnamige, ca. 160 Hektar große, dienende Landschaftsschutzgebiet verbunden, welches den gesamten Henschelberg inklusive Liebelsberg und Zwerrenberg umfasst und im Norden bis zum Stadtteil Waldstadt reicht. Das Gebiet liegt am nördlichen Stadtrand von Mosbach und gehört zum Naturraum Bauland.

## Schutzzweck
Wesentlicher Schutzzweck des Naturschutzgebiets ist laut Verordnung „die Erhaltung und Pflege biologisch vielfältiger Lebensräume des Henschelberges mit hoher ökologischer Bedeutung der anstehenden, fast vegetationslosen Schaumkalkbänke, der extrem trockenheitsliebenden Lebensgemeinschaften der Wacholderheiden, Trocken- und Halbtrockenrasen auf skelettreichen Hängen und der thermophilen Saumgesellschaften der Waldränder, um die auf diese vielfältigen Biotope angewiesene Tier- und Pflanzenwelt zu erhalten, zu fördern und die zahlreichen, vom Aussterben bedrohten Arten zu schützen.“
Wesentlicher Schutzzweck des Landschaftsschutzgebiets ist laut Verordnung „die Sicherung und Erhaltung der landschaftlichen und ökologischen Einheit des Henschelberges, die Sicherung des ökologisch notwendigen Ergänzungsraumes für die Naturschutzgebiete und ihre Tier- und Pflanzenwelt, die Erhaltung des zusammenhängenden Walddistrikts Henschelberg zwischen den Siedlungsteilen der Stadt Mosbach und der Waldstadt und die Erhaltung der zum Teil durch Gehölze und Streuobstwiesen gegliederten, landwirtschaftlich genutzten Kulturlandschaft als ökologischer Ausgleichsraum und als wichtiges Erholungsgebiet für die dicht besiedelte Umgebung.“

## Landschaftscharakter
Das Gebiet ist überwiegend bewaldet. Die als Naturschutzgebiet ausgewiesenen Hangbereiche sind teilweise offen und von Trockenrasen, Felsbildungen, Trockenmauern und Gebüschen trockenwarmer Standorte geprägt. Die Hänge wurden früher teilweise wein- und obstbaulich genutzt. Diese Nutzungen sind heute aber nur noch in kleineren Teilbereichen erkennbar.

## Geschichte
Teile des Henschelbergs standen bereits seit 1940 unter Naturschutz. Seit 1954 stand der Henschelberg zudem unter Landschaftsschutz. 1990 wurde die Schutzgebietskulisse am Henschelberg neu abgegrenzt und verordnet.

## Zusammenhängende Schutzgebiete
Im Westen und Norden grenzt das Gebiet an das Naturschutzgebiet Nüstenbachtal, Hessental und Masseldorn und das Landschaftsschutzgebiet Nüstenbachtal mit westlich angrenzendem Höhenrücken. Es liegt zum größten Teil im FFH-Gebiet Bauland Mosbach und vollständig im Naturpark Neckartal-Odenwald.